# Bombina pachypus
L'ululone appenninico o ululone italiano (Bombina pachypus (Bonaparte, 1838)) è un anfibio anuro della famiglia Bombinatoridae, endemico dell'Italia.

## Descrizione
La pelle è ruvida per piccole escrescenze ghiandolari. La pupilla ha forma a cuore.

La parte dorsale ha un colore piuttosto criptico, brunastro con tonalità grigie e chiazze scure di estensione molto variabile. Il ventre è giallo macchiettato di nero. Di solito, nella regione del petto, ci sono due macchie gialle separate dalle altre.
Si tratta di un anuro di piccole dimensioni che non supera i 6 cm di lunghezza.

## Biologia

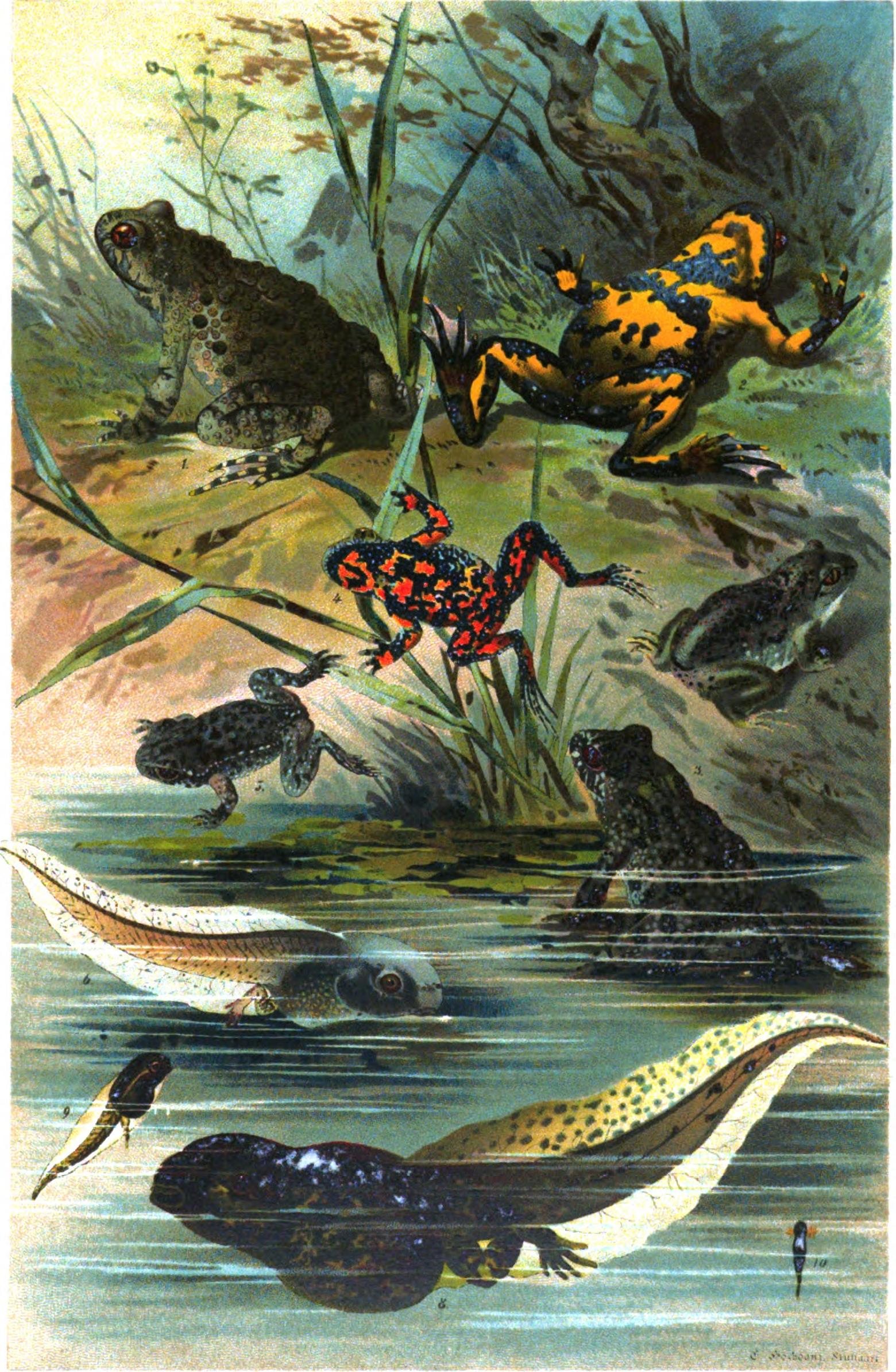
Illustrazione del ciclo vitale dell' ululone appenninico

### Riproduzione
Durante il periodo degli amori il maschio sviluppa cuscinetti cornei di colore nero sugli arti anteriori; vengono utilizzati per trattenere la femmina durante la copula. L'accoppiamento è di tipo lombare. La stagione riproduttiva dura circa 7 mesi (da aprile ad ottobre) ma si hanno tre massimi nei mesi di maggio, giugno e a nella seconda metà di luglio (se gli ambienti non si sono prosciugati). Questi anuri tendono a ritornare a riprodursi tutti gli anni negli stessi biotopi.

### Uovo e larva
Le uova, che misurano circa 2 mm, vengono deposte in un numero molto inferiore rispetto ad altri anfibi, qualche decina; le larve schiudono dopo 10-25 giorni. Il girino misura meno di 1 cm alla schiusa dell'uovo. Il colore della larva è marrone, bianco nella zona ventrale. Lo spiracolo è posto medialmente nel ventre. La metamorfosi avviene dopo 1-3 mesi, a seconda della temperatura. L'adulto neometamorfosato mostra la livrea dell'adulto, comprese le tipiche macchie gialle. La maturità sessuale non avviene prima di 3 anni.

### Vocalizzazioni
Il maschio, una volta selezionato il luogo idoneo per la riproduzione, attrae la femmina con un richiamo ululante (da cui il nome comune).

## Distribuzione e habitat

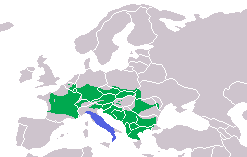
Areale di B. pachypus (blu) e B. variegata (verde)

B. pachypus è un endemismo italiano: lo si ritrova a sud del Po, lungo tutta la dorsale appenninica sino alla Calabria; è assente in Sicilia, Sardegna e nelle isole minori.

Si incontra soprattutto in specchi d'acqua piccoli e temporanei, talvolta minuscoli in aree aperte o in torrenti rocciosi ben assolati. È molto raro in pianura, le popolazioni più abbondanti sono in zone di collina o montagna. Raggiunge i 1900 metri di altitudine nel Parco nazionale del Pollino.

## Conservazione
L'ululone appenninico ha subito un drammatico declino in gran parte del suo areale da circa 10 anni. Le cause di questa rarefazione non sono note, si crede che la diffusione del fungo parassita Batrachochytrium dendrobatidis che causa la malattia nota come chitridiomicosi sia stata una delle cause determinanti. Anche fattori antropici come la cementificazione e la distruzione dei luoghi di riproduzione, ad esempio con il prosciugamento dei fontanili e con la bonifica delle piccole raccolte d'acqua, sono stati determinanti nel declino di questa specie.
Anche l'abbandono delle pratiche agro-silvo-pastorali tradizionali può aver giocato un ruolo nel declino della specie. Infatti, la mancata manutenzione di fontanili e pozze di irrigazione all'interno di aree aperte può aver causato una crescita della vegetazione nelle aree vicine ai siti riproduttivi e un eccessivo ombreggiamento rendendo il sito non più idoneo alla riproduzione della specie (Canessa et al, 2013).
Attualmente le popolazioni in condizioni migliori sono quelle calabresi.

## Tassonomia
Sebbene sia considerato un endemismo italiano, secondo alcuni autori, in base ad analisi genetiche effettuate sul DNA mitocondriale, volte a risolvere il problema dei rapporti filogenetici tra le diverse specie del genere Bombina,  B. pachypus può essere sinonimo di B. variegata.
La review tassonomica della Societas Europaea Herpetologica (Speybroeck et al, 2020) propone il mantenimento del rango sottospecifico (Bombina variegata pachypus).